# (31222) 1998 BD30
1998 بي دي 30 (ويعرف أيضًا باسم (31222) 1998 بي دي 30 وفق تسمية الكوكب الصغير) (بالإنجليزية: 1998 BD30)‏ هو كويكب ضمن حزام الكويكبات؛ وترتيبه 31222 من حيث الاكتشاف.
اكتُشف هذا الجُرم الفلكي بواسطة تاكيشي أوراتا ‏ في 26 يناير 1998.

## وصلات خارجية
- (31222) 1998 BD30 في قاعدة بيانات مختبر الدفع النفاث لأجرام النظام الشمسي الصغيرة

- الاكتشاف · مخطط المدار ·  العناصر المدارية · المعلمات المادية

- (31222) 1998 BD30 على موقع ويكي سكاي: DSS2, SDSS, GALEX, IRAS, Hydrogen α, X-Ray, Astrophoto, Sky Map, Articles and images